# Extensión de signo
La extensión de signo es la operación, dentro de la aritmética de computadoras, en la cual se incrementa la cantidad de bits de un número preservando el signo y el valor del número original.
Es llevada a cabo mediante agregación de dígitos del lado más significativo del número, siguiendo ciertos procedimientos dependiendo de la representación particular utilizada.
Por ejemplo, si se usan 6 bits para representar al número "00 1010" (diez positivo en decimal) y la operación de extensión de signo extiende el tamaño de la palabra a 16 bits, entonces la nueva representación es simplemente "0000 0000 0000 1010". De este modo, ambos, signo y módulo, se mantienen iguales con respecto al valor original.
Si diez bits son utilizados para representar al número "11 1111 0001" (quince negativo en decimal) utilizando complemento a dos, y se extiende el signo hasta dieciséis bits, la nueva representación sería  "1111 1111 1111 0001". De este modo, rellenando el lado más significativo con unos, el signo y módulo se mantienen iguales con respecto al valor original.
En el conjunto de instrucciones de Intel x86, por ejemplo, existen dos maneras de realizar la extensión de signo:
- Usando las instrucciones cbw, cwd, cwde, y cdq: convierten byte a palabra, palabra a doble palabra, palabra a doble palabra extendida y palabra doble a cuádruple palabra respectivamente (en el contexto del x86, un byte equivalen a 8 bits, una palabra a 16 bits, doble palabra y doble palabra extendida a 32 bits y cuádruple palabra a 64 bits);

- Usando uno de los movimientos de extensión de signo, facilitados por la familia de instrucciones movsx (mover con extensión de signo).